# Burg Okoř
Burg Okoř ist die Ruine einer gotischen Höhenburg in Mittelböhmen in Tschechien. Sie befindet sich in auf einem Felssporn im Tal des Zákolanský potok im westlichen Teil der Gemeinde Okoř. Die Burg gehörte zu den anspruchsvollsten Burgenbauten des 14. Jahrhunderts.

## Geschichte
Ihren Ursprung hat die Burg in der zweiten Hälfte des 13. Jahrhunderts. Die Burg wurde vor dem Jahr 1359 von dem reichen Altstädter Bürger František Rokycanský begründet. Die Familie Rokycanský blieb danach über 50 Jahre Besitzer von Okoř. Im Jahr 1421 bemächtigten sich die Hussiten der Burg. In der ersten Hälfte des 15. Jahrhunderts wurde die Burg dann umgebaut.
Im Dreißigjährigen Krieg hat die Burg sehr gelitten. Die neuen Eigentümer – der Jesuiten-Kolleg aus dem Prager Clementinum – haben die Burg nochmals nach ihren Bedürfnissen umgebaut. Nach der Auflösung des Ordens durch Papst Clemens XIV. im Jahre 1773 hat der Burgverwalter die Dächer abreißen lassen und als Baumaterial verkauft. Um 1800 ist die Hälfte des großen Turms eingestürzt.
Im 19. Jahrhundert waren in der Burg Notwohnungen für Arme.

## Anlage
Die Burg befindet sich im Bezug zum umliegenden Terrain in einer tieferen Lage. Die für die Burg gefährliche Anhöhe in östlicher Richtung wurde mit einer vorgeschobenen Befestigungsanlage gesichert. Spätestens am Ende des 15. Jahrhunderts war Teil der Befestigungen ein Teich, der die Burg von drei Seiten umgab.

## Kultur
In den Frühlings- und Sommermonaten finden historische Veranstaltungen in der Burgruine statt, z. B. Vorstellungen der Vereinigungen von historischem Fechtkampf. Auf der Wiese unterhalb der Burgruine finden alljährlich die Open-Air-Festivals Okoř se šťávou im Juni und Festival Okoř in der zweiten Augusthälfte statt.